# Dreamin' My Dreams
Dreamin' My Dreams è un album in studio della cantante britannica Marianne Faithfull, pubblicato nel 1976.

## Tracce
1. Dreamin' My Dreams (Allen Reynolds)
2. Fairy Tale Hero (John Rostill)
3. This Time (Waylon Jennings)
4. I'm Not Lisa (Jessi Colter)
5. The Way You Want Me to Be (David Price, Thomas Kelly)
6. Wrong Road Again (Allen Reynolds)
7. All I Wanna Do in Life (Allen Reynolds, Sandy Mason Theoret)
8. I'm Looking for Blue Eyes (Miriam Eddy)
9. Somebody Loves You (Allen Reynolds)
10. Vanilla O'Lay (Jackie DeShannon)
11. Lady Madelaine (Marianne Faithfull, Bill Landis, Bill Shepherd)
12. Sweet Little Sixteen (Chuck Berry)